# Aleuroctonus
Aleuroctonus is een geslacht van vliesvleugeligen uit de familie Eulophidae. De wetenschappelijke naam van dit geslacht is voor het eerst geldig gepubliceerd in 1994 door LaSalle & Schauff.

## Soorten
Het geslacht Aleuroctonus omvat de volgende soorten:
- Aleuroctonus latiscapus Hansson & LaSalle, 2003
- Aleuroctonus marki Hansson & LaSalle, 2003
- Aleuroctonus metallicus Hansson & LaSalle, 2003
- Aleuroctonus vittatus (Dozier, 1933)